# 염색체 이상

세가지 주요 염색체 변이; 결실 (1), 중복 (2), 역위 (3).

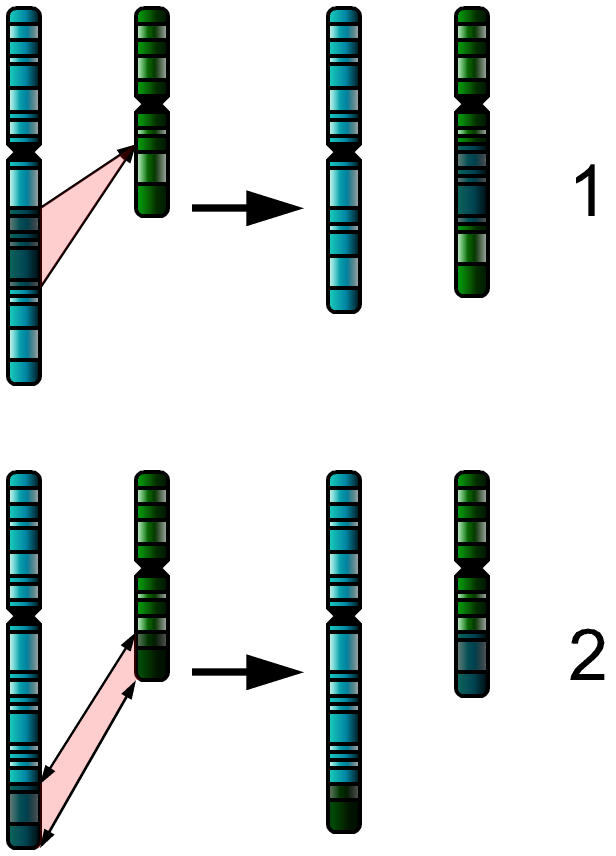
두가지 주요 두 염색체 변이; 삽입 (1), 전좌 (2).

염색체 이상(染色體異狀, 영어: chromosome anomaly, abnormality, aberration)는 염색체의 수 이상이나 하나, 또는 그 이상의 염색체의 구조의 이상을 포함한다. 핵형은 유전자 검사를 통한 종의 "정상" 핵형과 비교될 수 있다.

## 염색체의 구조 이상
염색체 구조의 이상은 몇가지 형태를 띨 수 있다.
- 결실: 염색체의 일부가 사라지거나 삭제된다. 인간에서 알려진 장애로는 울프-허쉬호른 증후군(Wolf-Hirschhorn syndrome, 4번 염색체 단완의 일부가 결실), 야콥센 증후군(Jacobsen syndrome, 11번 염색체 장완 끝이 결실)이 있다.
- 중복: 염색체의 일부가 복제되면서 추가적인 유전 물질을 초래한다. 알려진 인간의 장애로는 1A형 샤르코-마리-투스 병(Charcot-Marie-Tooth disease type 1A, 17번 염색체에 있는, 말초 미엘린 단백질 22를 암호화하는 유전자의 중복)이 있다.
- 전좌: 한 염색체의 일부가 다른 염색체로 옮겨지는 현상이다. 두가지의 주요 유형이 있다:
- 역위: 염색체의 한 부분이 분리되어, 뒤집혀지고 다시 결합되어 유전 물질이 반전되는 현상이다.

## 유전
대부분의 염색체이상은 난자나 정자에서의 사고에 의해서 발생한다, 따라서 이상은 신체의 모든 세포에서 나타나게 된다.

## 같이 보기
- 유전자 치료

## 참고
- NHGRI. 2006. Chromosome Abnormalities